# 15350 Naganuma
15350 Naganuma (1994 VB2) là một tiểu hành tinh vành đai chính được phát hiện ngày 3 tháng 11 năm 1994 bởi Yoshio Kushida và Osamu Muramatsu ở đài thiên văn Nam Yatsugatake.